# Bedford (Kentucky)
Bedford és una població dels Estats Units a l'estat de Kentucky. Segons el cens del 2000 tenia 677 habitants.

## Demografia
Segons el cens del 2000, Bedford tenia 677 habitants, 282 habitatges, i 183 famílies. La densitat de població era de 653,5 habitants/km².
Dels 282 habitatges en un 35,8% hi vivien nens de menys de 18 anys, en un 40,4% hi vivien parelles casades, en un 20,6% dones solteres, i en un 35,1% no eren unitats familiars. En el 28,7% dels habitatges hi vivien persones soles el 13,8% de les quals corresponia a persones de 65 anys o més que vivien soles. El nombre mitjà de persones vivint en cada habitatge era de 2,4 i el nombre mitjà de persones que vivien en cada família era de 2,96.
Per edats la població es repartia de la següent manera: un 28,5% tenia menys de 18 anys, un 10,2% entre 18 i 24, un 30,9% entre 25 i 44, un 17,3% de 45 a 60 i un 13,1% 65 anys o més.
L'edat mediana era de 32 anys. Per cada 100 dones de 18 o més anys hi havia 74,1 homes.
La renda mediana per habitatge era de 31.528 $ i la renda mediana per família de 36.250 $. Els homes tenien una renda mediana de 30.341 $ mentre que les dones 22.188 $. La renda per capita de la població era de 14.818 $. Entorn del 12,9% de les famílies i el 15,5% de la població estaven per davall del llindar de pobresa.

## Poblacions més properes
El següent diagrama mostra les poblacions més properes.